# Motto
Een motto of kenspreuk is een korte tekst die de intentie of levenshouding van de gebruiker van het betreffende motto weergeeft. Motto is ontleend aan Italiaans motto: gezegde, ontstaan uit het Latijnse klankwoord muttire: een kik geven.
- Onder het motto van we maken plezier begon het feest.
- In de oorlog gold het motto horen, zien en zwijgen.
- Soms was een motto ook misleidend; totalitaire regimes misbruik(t)en teksten als wijsheden om mensen te manipuleren: Arbeit macht frei.

## Literair
Literair werk wordt soms voorafgegaan door een motto in de vorm van een (min of meer raadselachtig) citaat. De schrijver geeft hiermee een hint voor de interpretatie van zijn boek. Zo laat Harry Mulisch de roman De aanslag voorafgaan door een regel van Plinius de Jongere: Overal was het al dag, maar hier was het nacht, neen, meer dan nacht. Ferdinand Bordewijk, die zijn boek Karakter opdraagt aan zijn kinderen, geeft het als motto: 'A sadder and wiser man / he rose the morrow morn' (De volgende dag stond hij op / door schade en schande wijs geworden) naar Samuel Coleridge.

## Wapenspreuk
Strikt genomen zijn leuzen en wapenspreuken in de heraldiek verschillende zaken, maar de termen worden vaak door elkaar gebruikt. Een leus staat boven het wapen of op de rand van de wapentent; de wapenspreuk of het motto staat op een bandelier of lint onder het wapen. Onder sommige wapenschilden is een strook aangebracht waarop een motto, devies of wapenspreuk (wapenkreet, vroeger ghecri genoemd) staat geschreven. Zo staat onder het Nederlandse wapen de tekst: Je maintiendrai (ik zal handhaven, ik zal standhouden).

## Lijfspreuk
Een motto van een persoon wordt lijfspreuk of credo genoemd, bijvoorbeeld: "Mijn lijfspreuk is: niet zeuren, gewoon doen."

## Schip
Een motto kan gebruikt worden als naam van een schip. Het Binnenvaartpolitiereglement, Rijnvaartpolitiereglement 1995 en Scheepvaartreglement Gemeenschappelijke Maas bepalen dat een schip een naam moet hebben, en dat die naam ook een kenspreuk mag zijn.